# Kloster Petershausen
Das Kloster Petershausen (lat. Abbatia Petridomus; Patrozinium: St. Gregor der Große) war eine Reichsabtei des Benediktinerordens in Konstanz (Stadtteil Petershausen), gegründet vor 983, säkularisiert 1802. Seine Bauten, ursprünglich vor den Toren der Stadt an der Rheinmündung gelegen, finden sich heute im Süden des nach dem Kloster benannten Stadtteils Petershausen und beherbergen unter anderem die zentrale Schausammlung des Archäologischen Landesmuseums Baden-Württemberg.

## Geschichte des Klosters

### Gründungsphase

Die Konstanzer Kirchenlandschaft um das Jahr 1000

Das Kloster Petershausen wurde von Gebhard II., Bischof von Konstanz, kurz vor dem Jahr 983 gegründet und mit Erbgütern, besonders im Bodenseegebiet, ausgestattet. Im Jahr 983 wurden die ersten Klosterbauten und eine Kirche bei Konstanz errichtet. Es ist die erste quellenmäßig überlieferte Grundsteinlegung einer Kirche im deutschsprachigen Raum. Die Kirche wurde dem Petersdom in Rom nachempfunden. Daher stammt auch der lateinische Name Petri domus, der später zu Petrihusa (erstmals 1099 erwähnt) und zum heutigen Petershausen wurde. Der Ort auf der rechten Rheinseite war ebenfalls analog zum Petersdom gewählt, nachdem Gebhards Amtsvorgänger Konrad I. bereits drei Kirchen nach dem Vorbild der römischen Patriarchalbasiliken errichtet hatte. Der Seerhein diente als Entsprechung zum römischen Tiber. Die Nähe zur Bischofskirche, dem Konstanzer Münster, verdeutlichte die Bedeutung der Neugründung als bischöflichem Eigenkloster.
Die ersten Mönche des Klosters kamen aus dem Kloster Einsiedeln, einer benediktinischen Reformgründung von 934. Bereits Bischof Gebhard sorgte für die Exemtion des Klosters. Im Prinzip konnte der Konvent den Abt und den Schutzvogt des Klosters frei wählen, doch die Konstanzer Bischöfe und Vögte des Hochstiftes sicherten sich stets gewichtigen Einfluss. Am 28. Oktober 992 folgte die Weihe der Klosterkirche zu Ehren Papst Gregors des Großen, dessen Haupt als kostbare Reliquie aus Rom nach Konstanz übergeführt worden war. Bischof Gebhard II. wurde selbst in der Klosterkirche beigesetzt und 1134 heiliggesprochen.

### Reform und Reichsfreiheit
Im 11. Jahrhundert kam es zum Verfall des Ordensgeistes. Bischof Gebhard III. von Zähringen wandte sich deswegen an das Reformkloster Hirsau. Der dortige Abt Wilhelm von Hirsau entsandte seinen Prior Theoderich nach Petershausen, der hier als Abt (1086–1116) das Kloster reformieren und sogar Mönche an andere Klöster abgeben konnte. 1086 scheiterte eine Klostergründung in Andelsbuch (Bregenzer Wald); sie glückte schließlich 1092 in Mehrerau. Als Bischof Gebhard III. im Investiturstreit 1086 abgesetzt wurde, zog der Bruder des Nachfolgers Arnold von Heiligenberg die Vogtei des Klosters an sich. Abt Theoderich musste von 1103 bis 1105 mit einem Teil seiner Mönche das Kloster verlassen und Zuflucht im Kloster Kastl suchen, bis der alte Bischof 1105 wieder eingesetzt wurde. Theoderich entsandte Mönche in das in ein Benediktinerkloster umgewandelte Stift Neresheim und reformierte das Kloster in Wagenhausen.
1159 brannte die Abtei Petershausen ab und wurde 1162 bis 1180 neu erbaut und später mehrmals erweitert.
Im späten 12. Jahrhundert kam Petershausen unter den Schutz der Staufer. Unter Friedrich II. erlangte die Abtei im Jahr 1215 die Reichsfreiheit und löste sich vom Bistum, indem sie sich nun als Reichsabtei weitere kaiserliche und päpstliche Privilegien sicherte.

### Konzil und Reformation

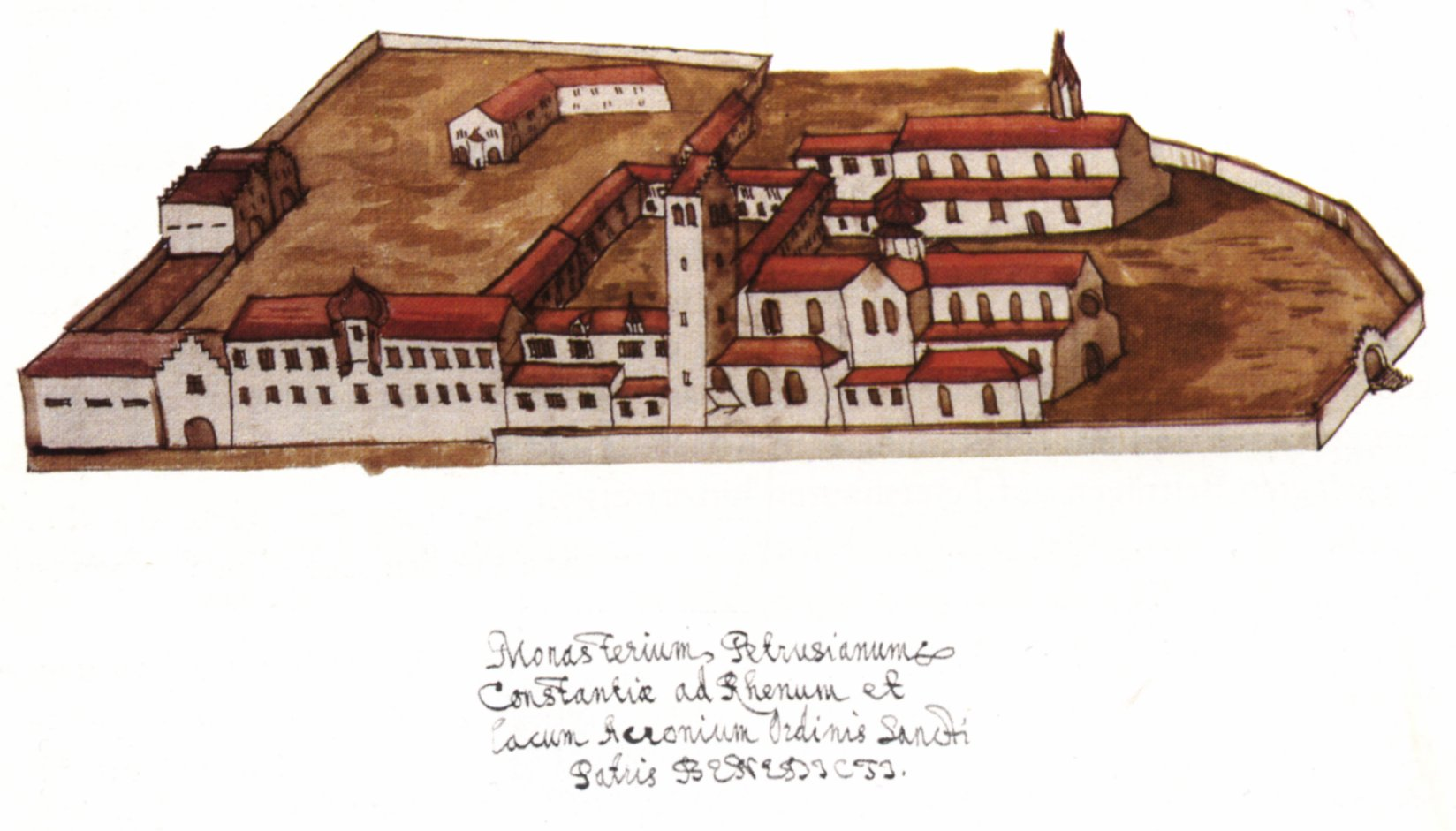
Die Benediktinerabtei Petershausen im Jahr 1627 (Baubestand des Mittelalters und der Renaissance)

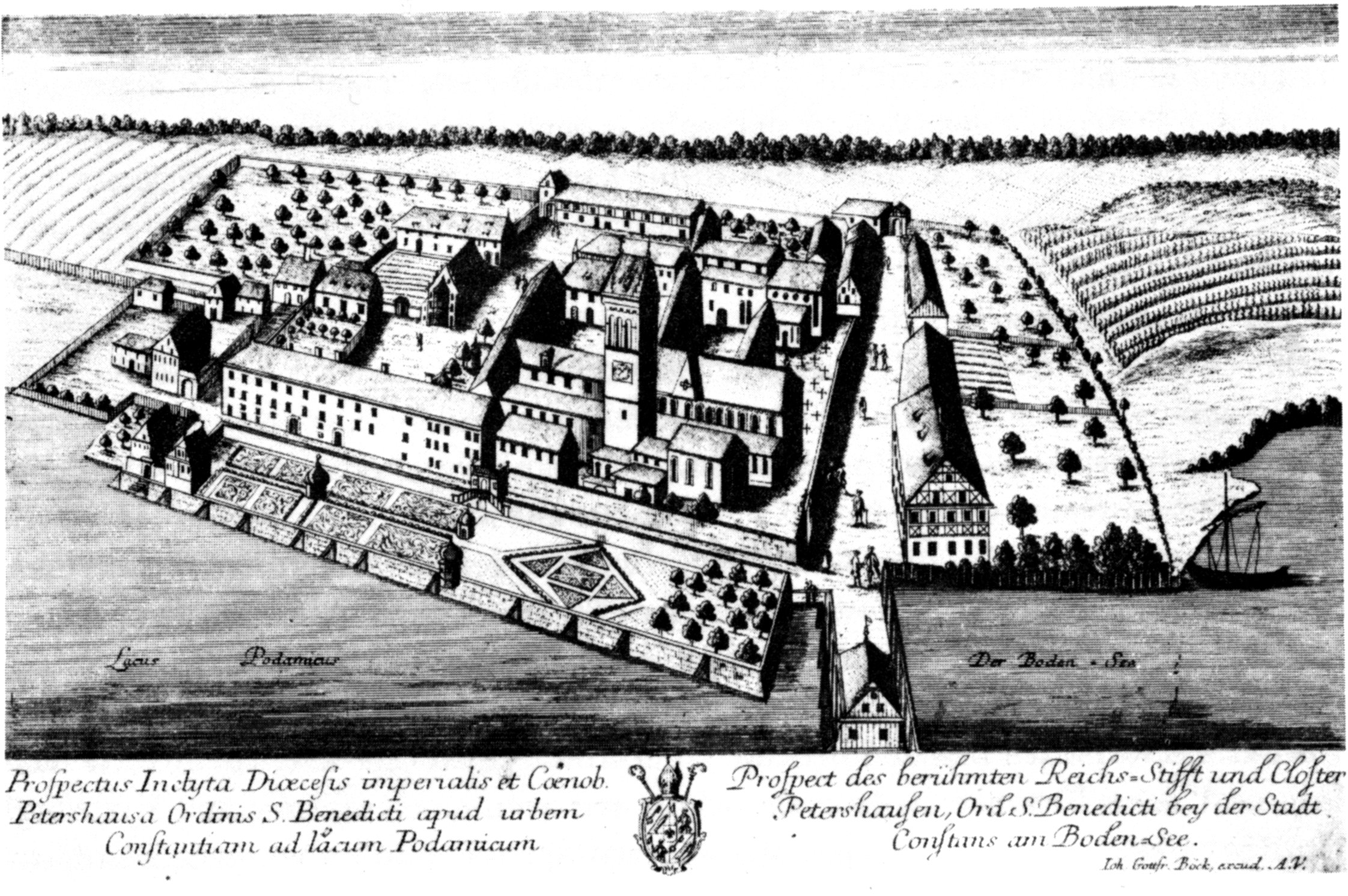
Die Benediktinerabtei im frühen 18. Jahrhundert (leicht erweiterter Baubestand und barocke Gartenanlagen)

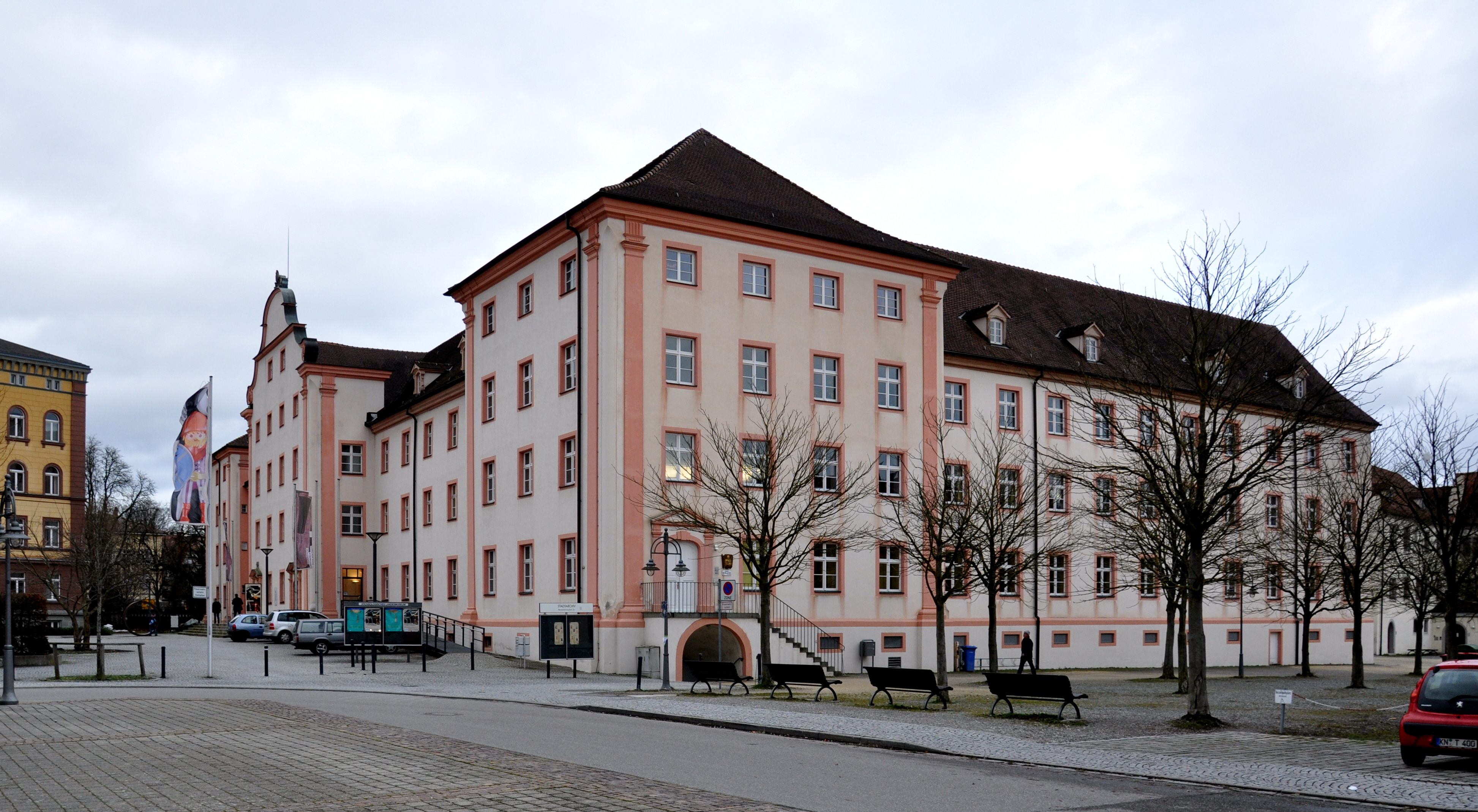
Das barocke Konventsgebäude von 1767 (Foto 2012)

Während des Konstanzer Konzils (1414–1418) war König Sigismund zu Gast im Kloster. Papst Johannes XXIII., den das Konzil später absetzte, verlieh dem Petershauser Abt Johannes Frei (1392–1425) das Recht, die Pontifikalien zu tragen. Am 28. Februar 1417 trat das Provinzialkapitel der benediktinischen Ordensprovinz Mainz-Bamberg in der Abtei Petershausen zusammen. Allerdings war die Zeit des 14. und 15. Jahrhunderts auch durch einen allmählichen Niedergang des klösterlichen Lebens gekennzeichnet, der etwa 1443 zur Absetzung des Abtes Diethelm II. Wiss führte.
Wiederholt versuchte die Stadt Konstanz im 15. und 16. Jahrhundert die Herrschaft über das Kloster zu gewinnen. Auch Bischof Hugo von Hohenlandenberg (1496–1529) versuchte, das nach dem Abbatiat des Abtes Martin Brülin (1490–1495; † 1518) am Ende des 15. Jahrhunderts wirtschaftlich ruinierte Kloster samt seinen Besitzungen wieder dem Hochstift Konstanz einzuverleiben, wurde jedoch von Maximilian I. daran gehindert. Dem Petershausener Konventualen Johannes Merk gelang zunächst als Koadjutor (1495–1518/19) und dann als Abt (1518/19–24) schließlich die Reform des zerrütteten Konvents. Die Mönche wurden wieder enger an ihre Pflicht gebunden und die Schulden wurden reduziert.
Die Errungenschaften der Reformen hielten nicht lange vor, da sich in diesen Jahren in Konstanz die Reformation durchsetzte und der Rat der Stadt von den Mönchen einen Treueeid forderte, um ihnen Bürgerrechte und Bürgerpflichten – vor allem die Zahlung von Steuern – aufzuerlegen. 1528 suchte der Abt Gebhart II. Dornsperger Schutz in Überlingen, wohin auch Klosterarchiv und Kirchenschatz verlegt wurden. 1530 vertrieb die Stadt den Konvent und ließ einen Teil des Klosters abbrechen. Die Kirche wurde im Bildersturm verwüstet. Als die Habsburger 1548 die Stadt zur Rekatholisierung zwangen, plünderten ihre Soldaten das Kloster. Erst 1556 kehrten Abt und Konvent in die übel verwüsteten Klostergebäude zurück.

### Barockzeit
1575 wurde die Abtei Petershausen in das Schwäbische Reichsprälatenkollegium aufgenommen, wo es den siebten Rang einnahm. Dieses Kollegium vertrat auf der Schwäbischen Prälatenbank die Interessen der Klöster im Reichstag vertrat. 1583 und endgültig 1597 erfolgte als Ersatz für die im Gefolge der Reformation erlittenen Schäden die Vereinigung mit der fast ausgestorbenen Abtei St. Georgen in Stein am Rhein und der Propstei Klingenzell. Dadurch und durch weitere Erwerbungen blieb das Kloster bis zur Säkularisation ökonomisch lebensfähig. 1603 gründeten die Abteien Petershausen und die Weingarten gemeinsam die Oberschwäbische Benediktinerkongregation.
Im Dreißigjährigen Krieg litt das Kloster unter den Kriegshandlungen, aber auch unter der Stadt Konstanz, die Steuern für Festungsbauten einforderte. Mehrere Äbte wurden in dieser Zeit vom Bischof abgesetzt, angeblich wegen schlechter Führung. Nach dem Krieg erlebte das Kloster dank der Gegenreformation einen Aufschwung. Verträge mit den Städten Konstanz und Überlingen sowie der Deutschordenskommende Mainau wurden geschlossen. 1671 gründete Abt Wunibald die Engelbruderschaft zur Bekehrung der Sünder, um die Beichtpraxis zu fördern. Einige Mönche des 17. und 18. Jahrhunderts machten sich als Prediger und Gelehrte einen Namen. Darunter war der gelehrte Pater Johann Georg Übelacker (1742–nach 1800), der den Entwurf zum Neubau des Klosters lieferte, der 1769 erstellt wurde.

## Klosterterritorium und -besitz
Zum Territorium der Reichsabtei Petershausen gehörte neben dem eigentlichen Klostergelände die Gemeinde Hilzingen und die Herrschaft Herdwangen, Ebratsweiler und der Schopflocherhof bei Engen. Zudem gehörten seit dem späten 16. Jahrhundert auch die verarmte Abtei St. Georgen in Stein am Rhein mit der Propstei Klingenzell zum Besitz – insgesamt etwa 2½ Quadratmeilen.

## Liste der Äbte und Reichsäbte von Petershausen
1. Periger-Bezelin (993, 996)
2. Ellimbold († um 1003)
3. Walther (1003/04)
4. Siegfried
5. Erchimbold
6. Folmar (1043)
7. Adalbert (ca. 1044, 1058-1060†)
8. Siggo (1061/62†)
9. Arnolf (abgesetzt 1064)

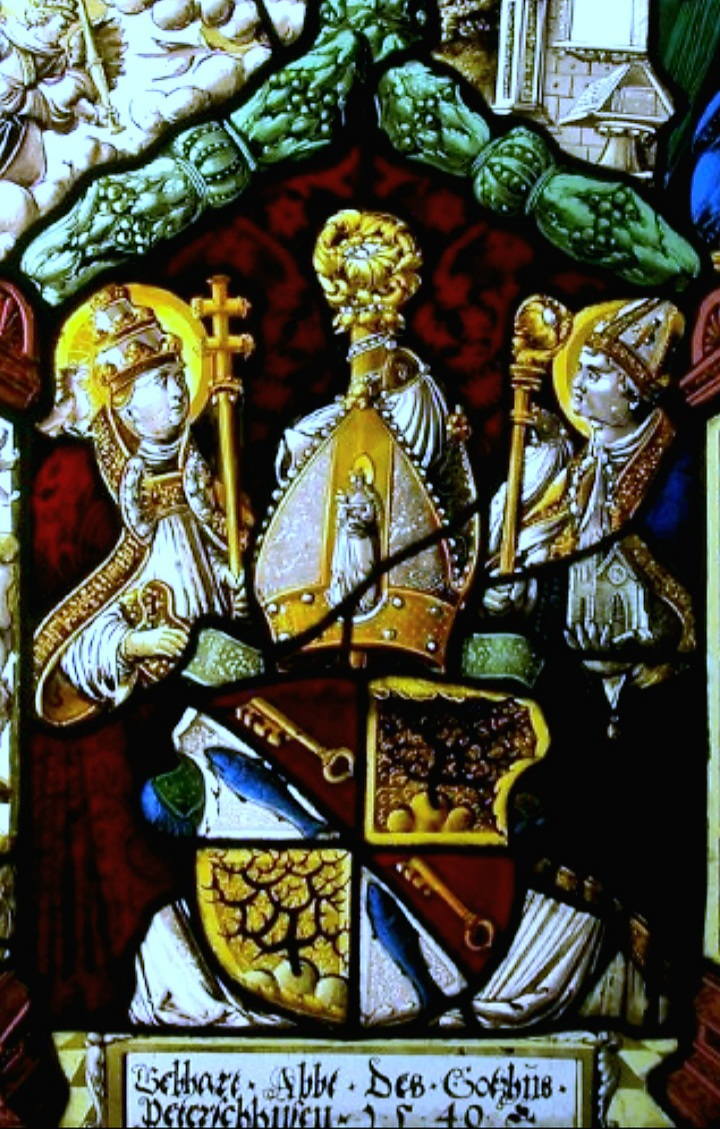
Wappen des Gebhart II. Dornsperger als Reichsabt von Petershausen (1526–1556), 1540

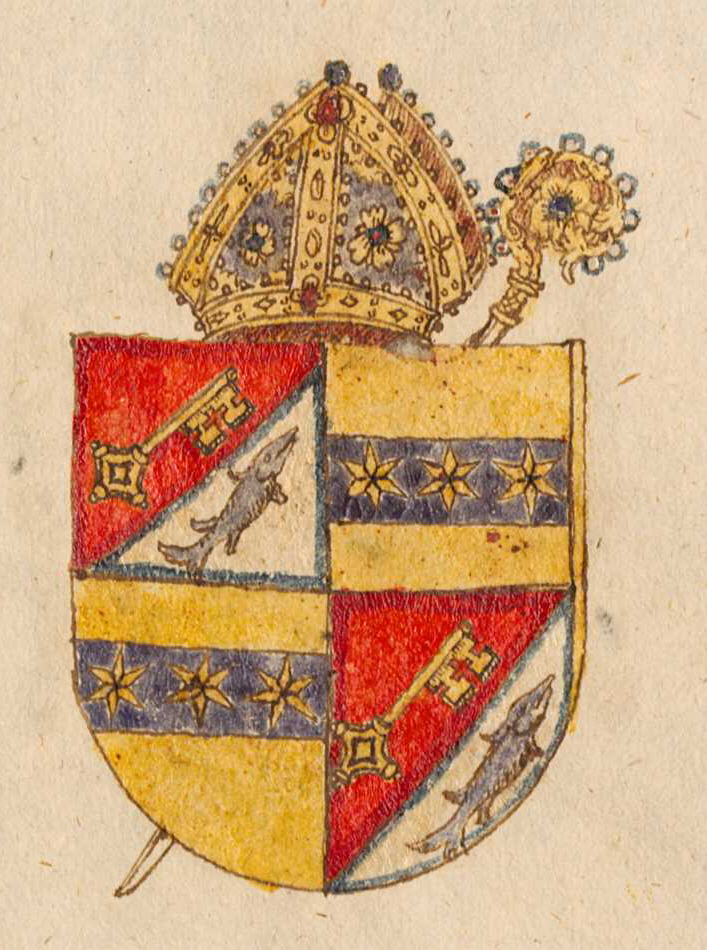
Wappen des Reichsabtes Andreas II. Öxlin (1580/81–1605) (Wappen auf dem Reichstag zu Regensburg 1594)

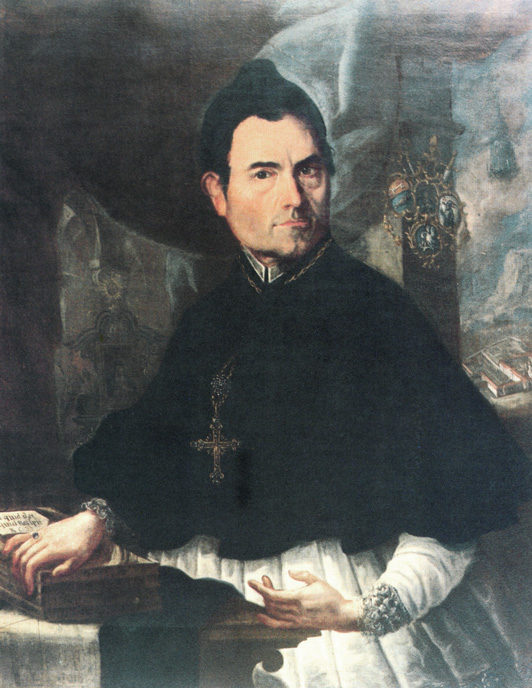
Reichsprälat Georg Strobel, Abt von Petershausen 1761–1786 (Porträt des 45-jährigen von ca. 1770)

10. Meginrad (1079, zurückgetreten 1080/81)
11. Liutold (abgesetzt 1085)
12. Otto (1085/86)
13. Theoderich (1086–1116†)
  - Werner (Gegenabt, 1103/04)
14. Bertholf (1116–1127, abgesetzt)
15. Konrad I. (1127–1164†)
16. Gebhart I. (1164–1171)
17. Heinrich I. (1171–1182)
18. Eberhard (ca. 1195, 1200–1218, ca. 1222)
19. Konrad II. (1225–1248)
20. Ulrich I. (1248–1258)
21. Heinrich II. (1259)
22. Heinrich III. (1289)
23. Diethelm von Castell (1292–1321)
24. Ulrich II. (1321–1329)
25. Konrad III. Auf dem Hof (1329–1339?)
26. Burkhart I. (1339–1342?)
27. Johann I. (1340-exz)
28. Johann II. (-1352/53)
29. Heinrich Ivon (1354–1360)
30. Burkhart II. Lützler (1360–1386)
31. Heinrich Von Sämli (1386–1391)
32. Johann III. Frey (1392–1425)
33. Johann IV. Am Feld (1426–1427)
34. Diethelm II. Wiß (1427, 1443 abgesetzt)
35. Johann V. Hüw (1443–1451)
36. Nikolaus Roschach (1451–1473)
37. Johann VI. Sünderstorff (1473–1489)
38. Martin Brülin (1489/90, 1495; † 1518)
39. Johann VII. Merk (1495–1518/19 Koadjutor, 1518/19–1524 Abt)
40. Andreas I. Berlin (1524–1526)
41. Gebhart II. Dornsperger (1526–1556)
42. Christoph Funk (1556–1580)
43. Andreas II. Öxlin (1580/81-1605)
44. Johannes VIII. Stephani (1605–1608)
45. Jakob Renz (1608–1621)
46. Benedikt Pfeiffer (1623–1638/39)
47. Wilhelm Rotbach (1639–1671)
48. Wunibald Saur (1671–1685)
49. Franz Öderlin (1685–1714)
50. Placidus Weltlin (1714–1737)
51. Alphons Strobel (1737–1750)
52. Michael Sautter (1750–1761)
53. Georg Strobel (1761–1786)
54. Joseph Keller (1786/87–1802)

## Säkularisation und Nachnutzung

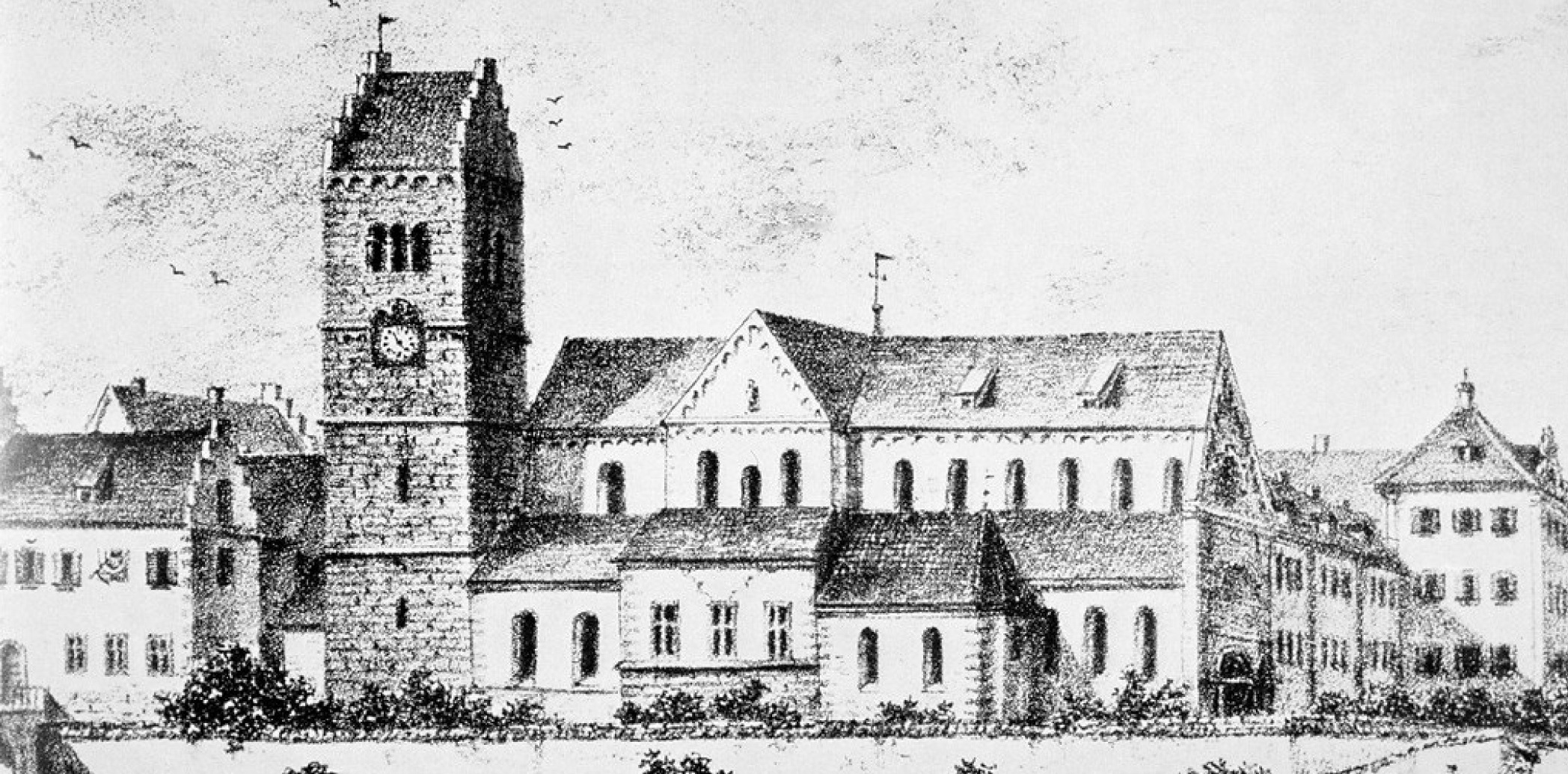
Ehemalige romanische Abteikirche und Kloster (vor 1830)

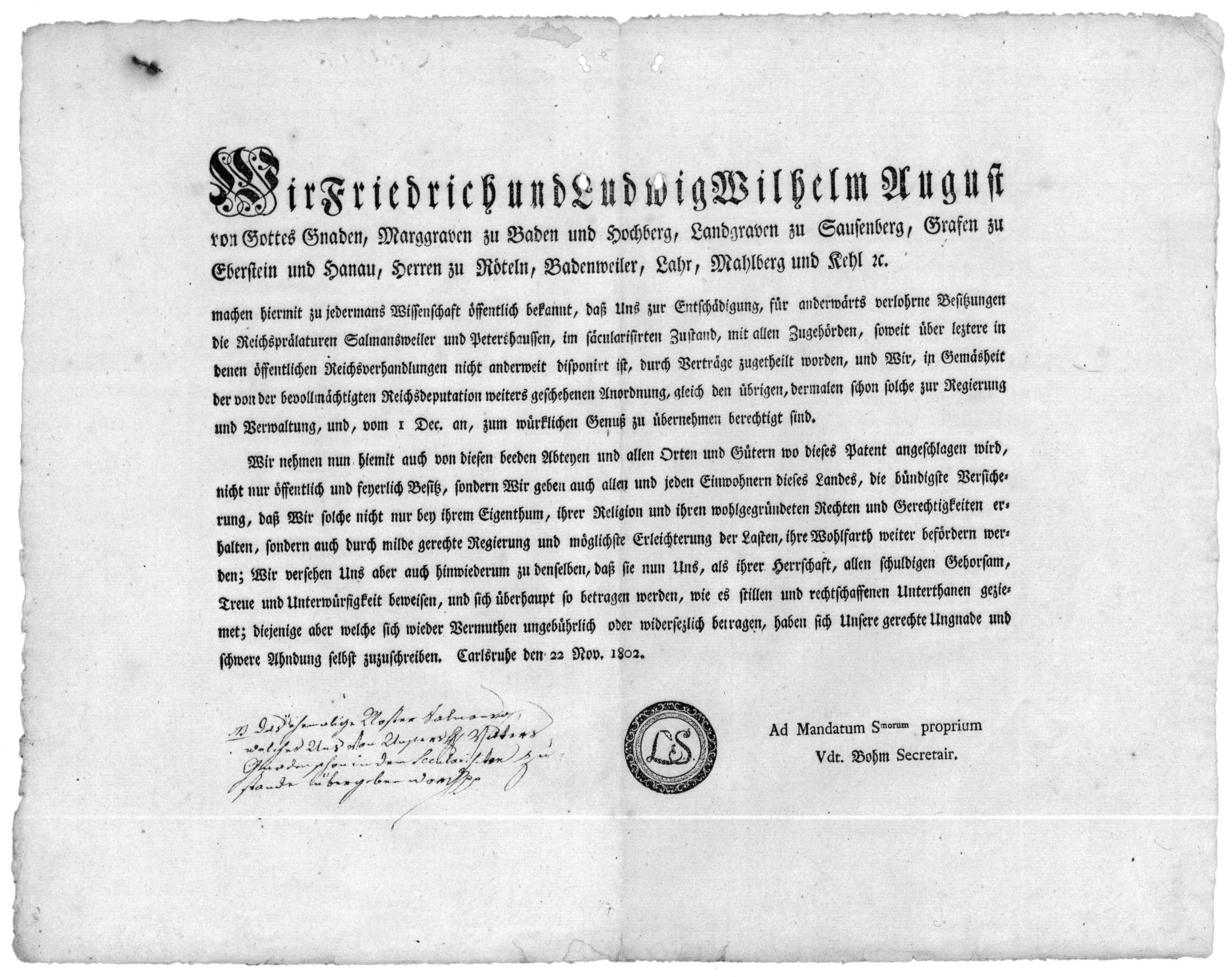
Urkunde der Inbesitznahme des Klosters durch die Söhne des Markgrafen von Baden (1802)

Das Kloster wurde 1802 säkularisiert und fiel an die Markgrafschaft Baden. Die Abteigebäude dienten zunächst als Wohnsitz der Söhne des Markgrafen Karl Friedrich von Baden, die sich zeitweilig „Grafen von Petershausen“ nannten, bis ihre kleine Grafschaft 1807 dem Großherzogtum Baden eingegliedert wurde. Ab 1813/14 dienten die Klosterbauten als Militärspital, ab 1850 als Kaserne. Die Kirche wurde 1819 geschlossen und 1832 abgerissen. Die Klosterbibliothek wurde von der Universität Heidelberg aufgekauft und in die Universitätsbibliothek Heidelberg überführt, wo Arbeiten wie das Petershausener Sakramentar und die Casus monasterii Petridomus (Chronik des Klosters Petershausen) als Digitalisat im Rahmen der Codices Salemitani auch online einsehbar sind.

### Militärische Nutzung
Das Kloster wurde seit Mitte des 19. Jahrhunderts zunächst durch badische, dann deutsche und nach dem Zweiten Weltkrieg bis 1977 durch die französischen Truppen genutzt. Konstanz gehörte nach dem Zweiten Weltkrieg zur Französischen Besatzungszone.

### Heutige Nutzung

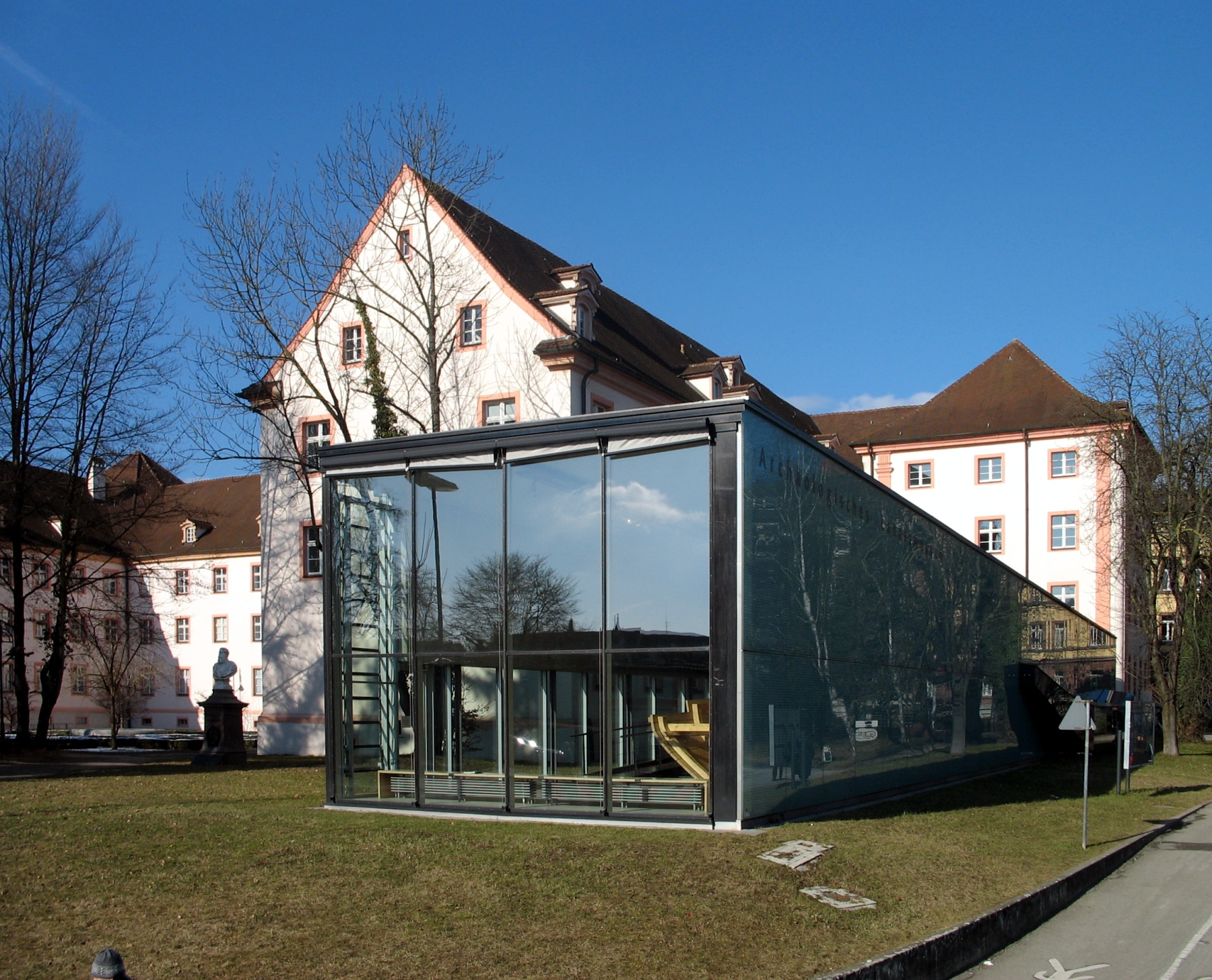
Der Ostflügel des ehemaligen Klosters Petershausen mit dem Anbau des Archäologischen Landesmuseums

Das Stadtarchiv befindet sich seit 1984 im Westflügel. Seit 1992 beherbergen die Klosterbauten im Ost- und Mittelflügel die zentrale Schausammlung des Archäologischen Landesmuseums. Für die Ausstellungsstücke zur Bodenseeschifffahrt wurde eigens ein repräsentativer moderner Anbau, eine Konstruktion aus Stahl und Glas geschaffen, der dem Ostflügel des Museums zum Sternenplatz hin vorgelagert ist.
Weiterhin sind in den Klostergebäuden die Polizeidirektion Konstanz, Teile des Landratsamtes sowie eine Musikschule untergebracht.
1990 gestaltete der bekannte Gartenarchitekt Gunnar Martinsson den Innenhof in Anlehnung an barocke Klosterkreuzgänge; 2018 wurde die Nordhälfte der Anlage beseitigt, um eine Fläche für urbanen Gartenbau zu gewinnen. Seit 2018 erinnert eine Stahlskulptur (das „Neue Petershauser Portal“) an das romanische Skulpturenportal der abgebrochenen Petershauser Klosterkirche, das sich heute im Badischen Landesmuseum befindet.